# نوربرت والتر (أستاذ جامعي)
نوربرت والتر (بالألمانية: Norbert Walter)‏ هو اقتصادي ألماني، ولد في 23 سبتمبر 1944 في بافاريا في ألمانيا، وتوفي في 31 أغسطس 2012 في مقاطعة بولسانو في إيطاليا.

## وصلات خارجية
- نوربرت والتر على موقع IMDb (الإنجليزية)
- نوربرت والتر على موقع مونزينجر (الألمانية)